# Agapetus oblongatus
Agapetus oblongatus là một loài Trichoptera trong họ Glossosomatidae. Chúng phân bố ở miền Cổ bắc.